# Ян ЛеКун
Ян ЛеКун (англ. Yann LeCun, нар. 6 червня 1960, Париж, Франція) — науковець в галузі комп'ютерних наук, відомий своїм внеском в машинне навчання, комп'ютерний зір, робототехніку та комп'ютерну нейронауку. Добре відомий своїми працями в галузі оптичного розпізнавання символів та комп'ютерного зору із застосуванням згорткових нейронних мереж LeNet. Також він є одним з авторів технології DjVu та мови програмування lush.

## Біографія
Отримав докторський ступінь з інформатики в  Університеті П'єра і Марії Кюрі в 1987 році.
1988 року почав працювати в Bell Labs, де розробив серію методів машинного навчання, в тому числі  згорткові нейронні мережі. 
1996 року перейшов до дослідницького центру AT&T Labs, де працював над технологією стиснення зображень DjVu, яка використовується багатьма вебсайтами, зокрема Internet Archive, для розповсюдження сканованих документів. В AT&T він співпрацював з Léon Bottou та Володимиром Вапником.
З 2003 року працює в  Нью-Йоркському університеті.
У грудні 2013 очолив лабораторію штучного інтелекту Facebook в Нью-Йорку.